# Picardaea cubensis
Picardaea cubensis là một loài thực vật có hoa trong họ Thiến thảo. Loài này được (Griseb.) Britton ex Urb. miêu tả khoa học đầu tiên năm 1912.